# Спрінгдейл (Юта)
Спрінгдейл (англ. Springdale) — місто (англ. town) в США, в окрузі Вашингтон штату Юта. Населення — 514 особи (2020).

## Географія
Спрінгдейл розташований за координатами 37°10′53″ пн. ш. 113°0′18″ зх. д. / 37.18139° пн. ш. 113.00500° зх. д. (37.181501, -113.004938).  За даними Бюро перепису населення США в 2010 році місто мало площу 12,00 км², уся площа — суходіл.

## Демографія
Згідно з переписом 2010 року, у місті мешкало 529 осіб у 252 домогосподарствах у складі 137 родин. Густота населення становила 44 особи/км².  Було 327 помешкань (27/км²).
Расовий склад населення:
| - 90,2 % — білих - 0,9 % — чорних або афроамериканців - 0,8 % — азіатів - 0,6 % — корінних американців - 5,7 % — осіб інших рас |

До двох чи більше рас належало 1,9 %. Частка іспаномовних становила 11,2 % від усіх жителів.
За віковим діапазоном населення розподілялося таким чином: 15,3 % — особи молодші 18 років, 65,8 % — особи у віці 18—64 років, 18,9 % — особи у віці 65 років та старші. Медіана віку мешканця становила 47,8 року. На 100 осіб жіночої статі у місті припадало 106,6 чоловіків;  на 100 жінок у віці від 18 років та старших — 106,5 чоловіків також старших 18 років.
Середній дохід на одне домашнє господарство  становив 78 875 доларів США (медіана — 50 078), а середній дохід на одну сім'ю — 96 035 доларів (медіана — 55 000). Медіана доходів становила 47 500 доларів для чоловіків та 42 917 доларів для жінок. За межею бідності перебувало 2,7 % осіб, у тому числі 0,0 % дітей у віці до 18 років та 2,8 % осіб у віці 65 років та старших.
Цивільне працевлаштоване населення становило 215 осіб. Основні галузі зайнятості: мистецтво, розваги та відпочинок — 35,8 %, роздрібна торгівля — 14,9 %, науковці, спеціалісти, менеджери — 13,0 %.